# Liparis pumila
Liparis pumila är en orkidéart som beskrevs av Leonid Vladimirovitj Averjanov. Liparis pumila ingår i släktet gulyxnen, och familjen orkidéer. Inga underarter finns listade i Catalogue of Life.